# Anna Michailowna Awdejewa
Anna Michailowna Awdejewa (russisch Анна Михайловна Авдеева, engl. Transkription Anna Avdeyeva; * 6. April 1985 in Orenburg) ist eine russische Kugelstoßerin. 
Bei den Weltmeisterschaften 2007 in Osaka schied sie in der Qualifikation aus.
2009 wurde Awdejewa Sechste bei den Halleneuropameisterschaften in Turin und Fünfte bei den Weltmeisterschaften in Berlin.
2010 belegte sie zunächst den vierten Platz bei den Hallenweltmeisterschaften in Doha und rückte nach den Doping-Disqualifikationen der Belarussinen Nadseja Astaptschuk und Natallja Michnewitsch auf den Silberrang vor. Bronze holte Awdejewa bei den Europameisterschaften in Barcelona. Bei den Halleneuropameisterschaften 2011 gewann sie den Titel. 
2013 wurde Awdejewa vom russischen Leichtathletikverband wegen Dopings für zwei Jahre gesperrt.

## Persönliche Bestleistungen
- Kugelstoßen: 20,07 m, 24. Juli 2009, Tscheboksary
  - Halle: 19,47 m, 14. März 2010, Doha